# Свети Йоан Предтеча (Сотирас)
„Свети Йоан Предтеча“ (на гръцки: Ιερός Ναός Τιμίου Προδρόμου) е възрожденска православна църква край село Сотирас, в северозападната част на остров Тасос, Гърция, част от Филипийската, Неаполска и Тасоска епархия на Вселенската патриаршия.
Църквата е разположена южно от пътя Сотирас – Скала Сотирос, на 300 m от Сотирас. Построена е на склон, като северната ѝ част е в голяма степен вкопана. Ктиторски надпис не е запазен и може би става въпрос за средновековен храм, разширен в 1840 година.
В архитектурно отношение е еднокорабен храм с дървен покрив, без трем. Външните му размери са 11,10 на 4,55 m, а дебелината на стените е 0,60 m. Корнизът има различни форми, което показва, че първоначалният храм е имал размери 7,10 на 4,55 m и площ от 32,31 m2. Настоящият вид на храма се появява чрез удължаване или по вероятно чрез интегриране на съществуващ трем. Двойна стоманена врата въвежда в храма. Подът е циментиран и наклонен към пейките по надлъжната стена. Осветлението става чрез два малки правоъгълни прозореца в оригиналната църква и един двоен в разширението. Светилището се осветява с отвор в стената, както е в „Свети Архангел Михаил“ в Лименас, „Свети Николай“ в Панагия, „Свети Димитър“ в Лименас. Отвор има и в конхата. Светилището е издигнато с едно стъпало. Иконостасът е дъсчен и има три малки икони.